# Rien à perdre (film, 2023)
Pour les articles homonymes, voir Rien à perdre.
Pour plus de détails, voir Fiche technique et Distribution.
Rien à perdre est un film français réalisé par Delphine Deloget sorti en 2023.

## Synopsis
Mère célibataire, Sylvie vit à Brest avec ses deux enfants Jean-Jacques et Sofiane. Alors que sa mère est à son travail, Sofiane se blesse dans l'appartement. Cet accident fait l'objet d'un signalement et Sofiane est placé en foyer. Dès lors, Sylvie va devoir se battre contre l'administration judiciaire.

## Fiche technique
- Titre : Rien à perdre
- Réalisation : Delphine Deloget
- Scénario : Delphine Deloget, avec la collaboration de Camille Fontaine et Olivier Demongel
- Photographie : Guillaume Schiffman
- Costumes : Bethsabée Dreyfus et Marie Meyer
- Décors : Edwige Le Carquet
- Son : François Boudet
- Montage son : Emeline Algeduer
- Montage : Béatrice Herminie
- Mixage : Stéphane Thiébaut
- Musique : Nicolas Giraud
- Production : Curiosa Films
- Pays de production :  France
- Distribution : Ad Vitam Distribution
- Budget : 3,6 millions d'euros
- Durée : 112 minutes
- Dates de sortie :
  - France : 25 mai 2023 (Festival de Cannes), 22 novembre 2023 (sortie nationale)

## Distribution
- Virginie Efira : Sylvie Paugam
- Félix Lefebvre : Jean-Jacques Paugam
- Arieh Worthalter : Hervé Paugam
- Mathieu Demy : Alain Paugam
- India Hair : Louise Henry, l'assistante sociale
- Alexis Tonetti : Sofiane Paugam
- Andréa Brusque : Nathalie
- Oussama Kheddam : Farid
- Audrey Mikondo : Asma
- Caroline Gay : Maria
- Nadir Legrand : le directeur de l'A.S.E.
- Jean-Luc Vincent : le professeur de musique
- Aurore Broutin : l'infirmière
- Léo Poulet : Sam

## Distinctions

### Récompenses
- Festival du film francophone d'Angoulême 2023 : Valois des étudiants[1]
- Festival du cinéma américain de Deauville 2023 : Prix d'Ornano-Valenti[2]
- Magritte 2024 : Meilleur acteur dans un second rôle pour Arieh Worthalter

### Sélection
- Festival de Cannes 2023 : sélection Un certain regard[3],[4]